# Třásnokřídlí
Třásnokřídlí (Thysanoptera) je řád hmyzu s proměnou nedokonalou. Jsou jen jeden až tři milimetry dlouzí. Mají třásnitá křídla a bodavě sací ústní ústrojí. Sají na rostlinách a poškozují květy – způsobují jejich neplodnost. Je to nejmenší létající hmyz, ale některé druhy křídla ani nemají. V Střední Evropě se vyskytuje zhruba 300 druhů, které jsou tak podobné, že jsou skoro nerozlišitelné. Vyskytují se ve všech prostředích. Množí se oboupohlavně a jejich vajíčka jsou partenogenetická. Zvláštní je způsob jejich vývoje, něco mezi proměnou dokonalou a nedokonalou. Nejdříve se larvy vyvíjejí normálně, potom však před dospěním nastane období, kdy se jejich aktivita velmi sníží a přestanou žrát a po nějaké době se naposledy svlečou a stanou se z nich dospělci.

## Rozdělení
- podřád Terebrantia – třásněnky
  - Adiheterothripidae
  - Aeolothripidae
  - Fauriellidae
  - † Hemithripidae
  - Heterothripidae
  - † Karataothripidae
  - Melanthripidae
  - Merothripidae
  - Thripidae – třásněnkovití, např. Scirtothrips aurantii, třásněnka modřínová (Taenoithrips laricivorus)
  - † Triassothripidae
  - Uzelothripidae
- podřád Tubulifera – truběnky
  - Phlaeothripidae